# Station Aalst-Kerrebroek
Station Aalst-Kerrebroek is een stopplaats langs spoorlijn 82 (Aalst - Burst - Zottegem), in Kerrebroek een gehucht van de Oost-Vlaamse stad Aalst.
Aalst-Kerrebroek is de minst gebruikte stopplaats van Vlaanderen. Het bestaat uit één perron. Naast de stopplaats is in 2007 een nieuwe fietsenstalling opgetrokken. Het is het standaardmodel 'Forever' dat de NMBS/Infrabel bij alle stopplaatsen neerzet. Daarnaast is er een uiterst gelimiteerde parking.
Met amper 27 reizigers per gemiddelde werkdag (cijfers 2007) is Aalst-Kerrebroek een van de kleinste stopplaatsen van België. Bij de tellingen van 2009 is dit cijfer gestegen tot 44, al dient vermeld te worden dat het hier hoogstwaarschijnlijk een normale schommeling betreft en we hier dus niet echt van een duidelijke evolutie kunnen spreken. Wat geïllustreerd wordt door de cijfers van 2014 die spreken van 23 instappende reizigers in Aalst-Kerrebroek. De meest recente telling (oktober 2019) komt uit op gemiddeld 27 reizigers per dag.
Vooral scholieren maken gebruik van Aalst-Kerrebroek. Pas geopend in 1995 heeft het station een vrij recente geschiedenis. Er heeft dus nooit een stationsgebouw gestaan. De telegrafische code voor Aalst-Kerrebroek is "FLSK" .
Het Grote Treinrapport 2009 van de krant Het Nieuwsblad gaf deze stopplaats een 5,3 op 10. Geprezen werd de nieuwe fietsenstalling. Het rapport wist verder nog te zeggen dat Infrabel "binnenkort" verfraaiingen plande teneinde het algemene niveau van deze stopplaats wat op te krikken. Deze verfraaiingswerken werden in 2010 uitgevoerd, in het kader van een spoorvernieuwingsoperatie.

## Sluiting?
In 2019 raakte een nota van Infrabel in de pers waarin onder meer de optie om de spoorlijn in 2025 te sluiten werd aangehaald. De spoorlijn zou niet meer voldoen aan de vanaf dan vereiste veiligheidsvoorwaarden. Aalst-Kerrebroek is het minst gebruikte station van Vlaanderen, daarnaast is het treinaanbod de laatste jaren verder ingekrompen. Het station wordt enkel gebruikt door scholieren. Infrabel zei in reactie op het lekken van het document het volgende: “Dit zonder enige context of nuance. Bovendien staan in het artikel heel wat feitelijke fouten, er is absoluut geen sprake van om ook maar enige vorm van druk te willen zetten op wie dan ook.” Of het spoor werkelijk dichtgaat is ten zeerste twijfelachtig. zo zei woordvoerder Thomas Baeken: “Het spreekt voor zich dat Infrabel intern verschillende scenario’s voorbereidt, die gaan van een minimalistische naar een maximalistische ambitie.”

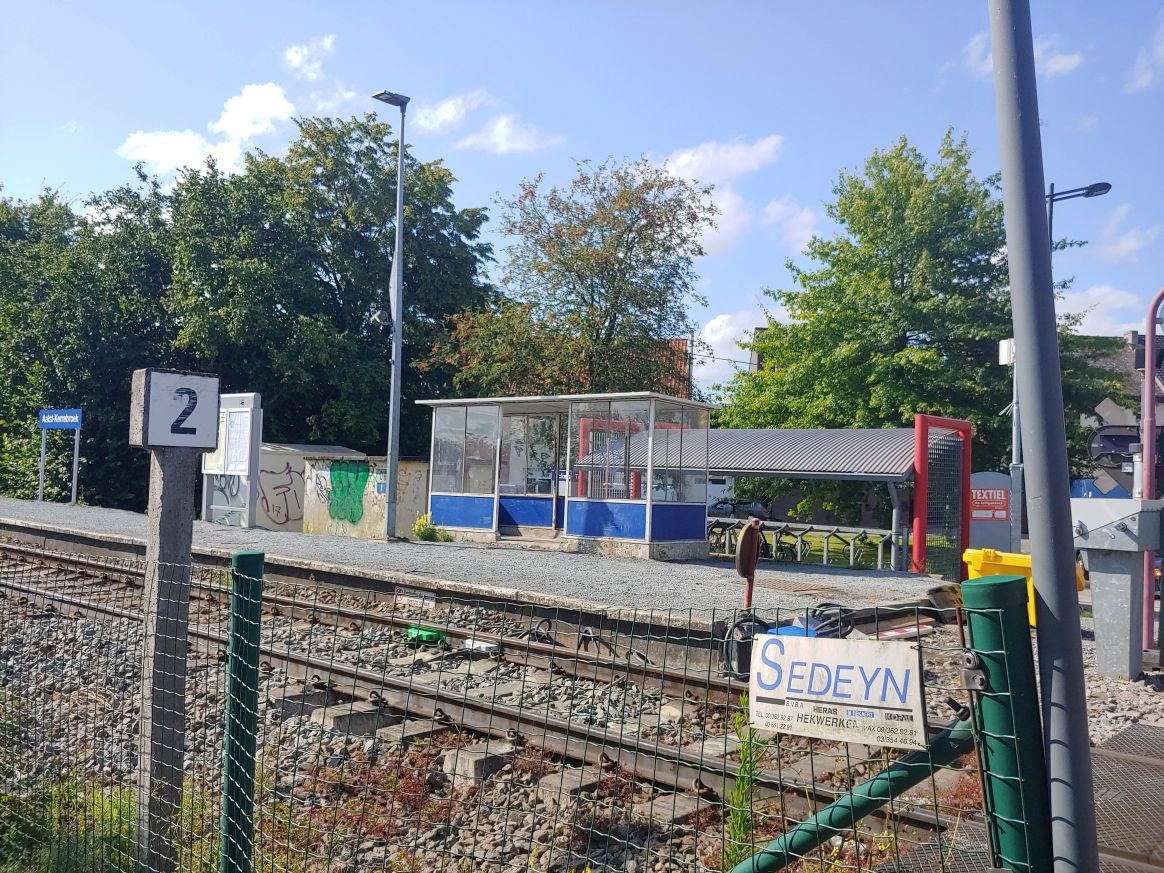
Station Aalst-Kerrebroek in 2021.

## Galerij

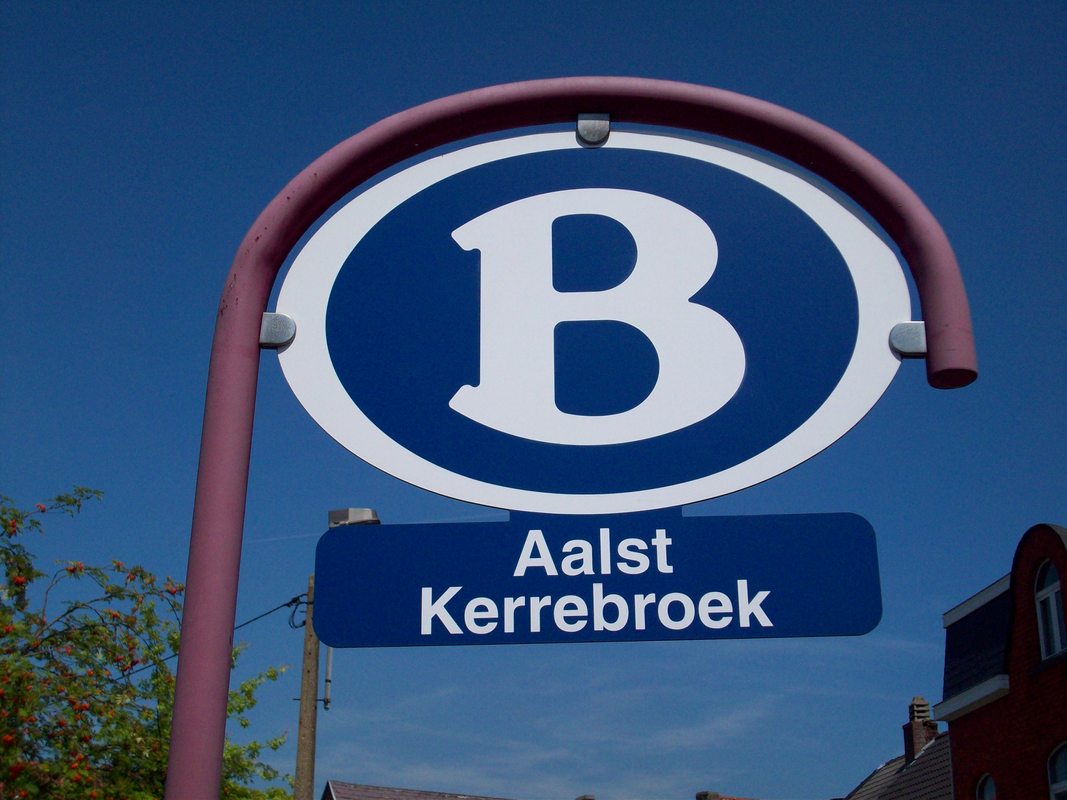
Verwelkomingsbord station Aalst-Kerrebroek
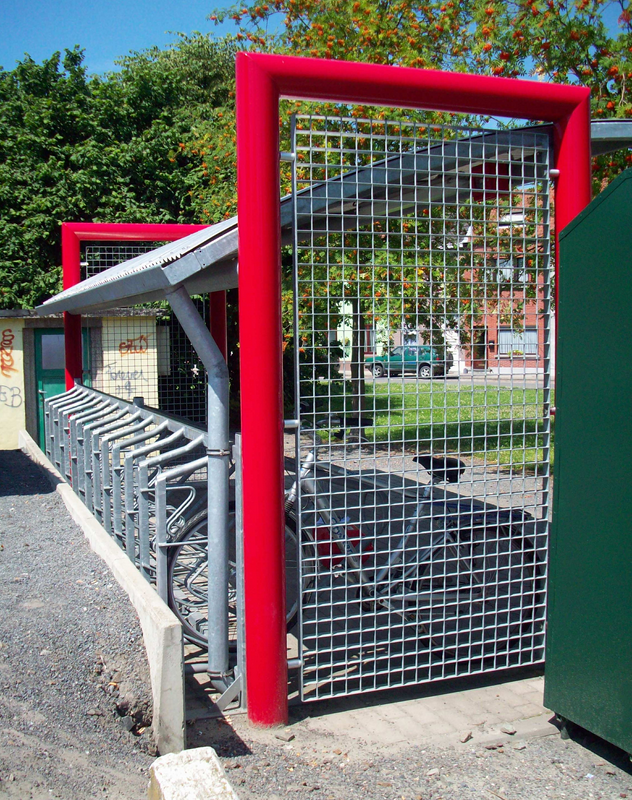
Fietsenstalling
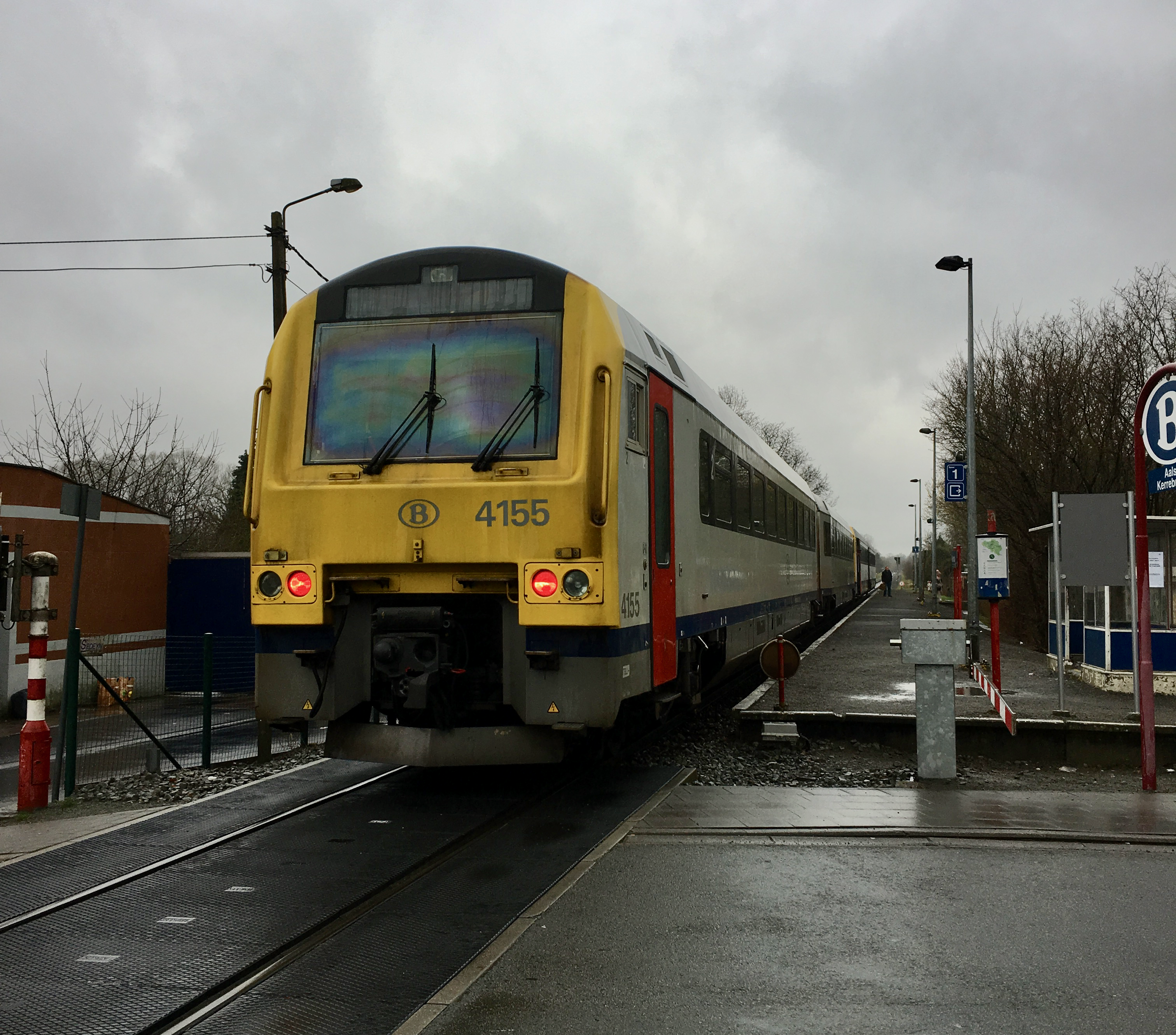
P trein naar Burst in Aalst-Kerrebroek

## Treindienst
| Serie       | Treinsoort          | Route                            | Bijzonderheden |
| ----------- | ------------------- | -------------------------------- | --- |
| P 7980/8980 | Piekuurtrein (NMBS) | Aalst – Aalst-Kerrebroek – Burst | Rijdt alleen op werkdagen. Veertien treinen per dag (zeven in elke richting). Rijdt niet tijdens de maanden juli en augustus. |

## Reizigerstellingen
De grafiek en tabel geven het gemiddeld aantal instappende reizigers weer op een week-, zater- en zondag.
| Tabel: aantal instappende reizigers station Aalst-Kerrebroek | Tabel: aantal instappende reizigers station Aalst-Kerrebroek | Tabel: aantal instappende reizigers station Aalst-Kerrebroek | Tabel: aantal instappende reizigers station Aalst-Kerrebroek |
|                                                              | Weekdag                                                      | Zaterdag                                                     | Zondag                                                       |
| ------------------------------------------------------------ | ------------------------------------------------------------ | ------------------------------------------------------------ | ------------------------------------------------------------ |
| 1995                                                         | 46                                                           | -                                                            | -                                                            |
| 1996                                                         | 35                                                           | -                                                            | -                                                            |
| 1997                                                         | 82                                                           | -                                                            | -                                                            |
| 1998                                                         | 82                                                           | -                                                            | -                                                            |
| 1999                                                         | 45                                                           | -                                                            | -                                                            |
| 2000                                                         | 50                                                           | -                                                            | -                                                            |
| 2001                                                         | 38                                                           | -                                                            | -                                                            |
| 2002                                                         | 58                                                           | -                                                            | -                                                            |
| 2003                                                         | 25                                                           | -                                                            | -                                                            |
| 2004                                                         | 45                                                           | -                                                            | -                                                            |
| 2005                                                         | 28                                                           | -                                                            | -                                                            |
| 2006                                                         | 29                                                           | -                                                            | -                                                            |
| 2007                                                         | 27                                                           | -                                                            | -                                                            |
| 2008                                                         | -                                                            | -                                                            | -                                                            |
| 2009                                                         | 44                                                           | -                                                            | -                                                            |
| 2010                                                         | -                                                            | -                                                            | -                                                            |
| 2011                                                         | -                                                            | -                                                            | -                                                            |
| 2012                                                         | 45                                                           | -                                                            | -                                                            |
| 2013                                                         | 20                                                           | -                                                            | -                                                            |
| 2014                                                         | 23                                                           | -                                                            | -                                                            |
| 2015                                                         | 27                                                           | -                                                            | -                                                            |
| 2016                                                         | 25                                                           | -                                                            | -                                                            |
| 2017                                                         | 26                                                           | -                                                            | -                                                            |
| 2018                                                         | 26                                                           | -                                                            | -                                                            |
| 2019                                                         | 27                                                           | -                                                            | -                                                            |
| 2020                                                         | 21                                                           | -                                                            | -                                                            |
| 2021                                                         | -                                                            | -                                                            | -                                                            |
| 2022                                                         | 22                                                           | -                                                            | -                                                            |
| 2023                                                         | 20                                                           | -                                                            | -                                                            |
| 2024                                                         | 15                                                           | -                                                            | -                                                            |